# Église Saint-Jacques de Clisson
L'église Saint-Jacques est une église située à Clisson, dans le département de la Loire-Atlantique, en France.

## Localisation
L'église est située dans le centre-ville de Clisson, non loin de la place Saint-Jacques.

## Historique
Ancien prieuré bénédictin fondé au du XIe siècle, l'église servait d'étape pour les pèlerins de Saint Jacques de Compostelle, Clisson se trouvant sur l'itinéraire Nantes - Parthenay. L'église est édifiée au du XIIe siècle. Elle était formée d'une nef sans collatéraux et d'un transept, couverts de charpente, et d'une abside voûtée. Un clocher cubique surplombait la croisée.
Elle devient paroissiale au XVe siècle.
Le 29  mai 1789, elle sert de lieu de réunion du Tiers-Etat pour rédiger les cahiers de doléance des paroisses Notre-Dame, la Trinité, Saint-Jacques et Saint-Gilles. Sous la présidence du sénéchal Pierre-Marie Darnel, la rédaction de ce registre est alors assistée par 119 Clissonais. Très réformateur notamment sur le plan social, le cahier de doléances rédigé au sein de l'église Saint-Jacques de Clisson présente un ensemble de revendications (droit pour tout citoyen d'aspirer à tous les emplois et toutes les charges civiles et militaires, simplification et facilitation de la perception de l’impôt, une organisation plus efficiente ou encore la liberté de presse).
Elle devient Temple décadaire pendant la Révolution française, servant à proclamer les lois et célébrer les mariages civils.
Par la suite, elle sert d'entrepôts pour des chiffonniers.
Le transept, l'abside et le clocher ont été détruits au XIXe siècle.
Le monument est inscrit au titre des monuments historiques en 1941.
La ville de Clisson est propriétaire de l'édifice depuis 1967. Il abrite un espace culturel.

## Description
L'église du XIIe siècle est de style roman.
La façade ouest est précédée d'une porte en arc brisé à double rouleau et d'une étroite fenêtre ébrasée.
La façade est, qui correspond à l'ancien arc triomphal ouvrant la croisée de transept (trace d'arrachage à l'extérieur) est fermée par une paroi moderne.
Chacun des murs latéraux est épaulé de cinq contreforts maçonnés et percé de quatre fenêtres de plein cintre. Au sud, celles-ci sont de belle dimension, soulignées à l'extérieur d'un double rouleau. Celles au nord se réduisent à l'extérieur à d'étroites meurtrières. Le mur sud est percé d'une porte de plein cintre également à double rouleau.
La nef à vaisseau unique, formant un simple rectangle, est couverte d'une charpente à sablières sculptées de têtes de crocodiles (la date 1583 est gravée sur un des entraits).